# NXT The Great American Bash (2020)
NXT The Great American Bash (2020) – dwudziesta druga gala wrestlingu w chronologii cyklu The Great American Bash oraz ósma gala wyprodukowana przez federację WWE. Gala była wyprodukowana dla zawodników z brandu NXT. Gala była podzielona na dwie części i odbyła się 1 lipca 2024 w Full Sail University w Winter Park w stanie Floryda. Emisje były przeprowadzone za pośrednictwem USA Network. Pierwsza część została wyemitowana tej samej nocy 1 lipca, podczas gdy druga część została wyemitowana z opóźnieniem 8 lipca.
W walce wieczoru pierwszej części, Io Shirai pokonała Sashę Banks. W innej ważnej walce, Tegan Nox pokonała Candice LeRae, Dakotę Kai i Mię Yim w Fatal 4-Way Elimination matchu zdobywając miano pretendentki do NXT Women’s Championship. W walce wieczoru drugiej części, North American Champion Keith Lee pokonał NXT Championa Adama Cole’a w Winner Takes All matchu i zdobył oba tytuły.

## Produkcja

### Tło
The Great American Bash to gala wrestlingu założona w 1985 roku. Po przejęciu przez WWE World Championship Wrestling (WCW) w marcu 2001 roku, organizacja wznowiła tę galę jako własne coroczne pay-per-view (PPV) w 2004 roku, które trwało do 2009 roku. Po tej gali w 2009 roku The Great American Bash zostało przerwane jako PPV. W 2012 roku WWE wznowiło galę, które odbyło się jako specjalny odcinek SmackDown, ale ponownie zostało przerwane. Jednak 24 czerwca 2020 roku WWE ogłosiło, że ósme Great American Bash pod sztandarem WWE i 22. ogólnie, odbędzie się jako specjalne dwutygodniowe wydarzenie podczas odcinków NXT 1 i 8 lipca na USA Network. Oba odcinki zostały nagrane 1 lipca.

### Wpływ COVID-19
W wyniku pandemii COVID-19, która zaczęła wpływać na branżę w połowie marca, WWE musiało prezentować większość swoich programów zza zamkniętych drzwi. Transmisje NXT odbywały się następnie w macierzystej bazie NXT Full Sail University w Winter Park w stanie Floryda.

### Rywalizacje
NXT The Great American Bash oferowało walki profesjonalnego wrestlingu z udziałem wrestlerów należących do brandu NXT. Wyreżyserowane rywalizacje (storyline’y) były kreowane podczas cotygodniowych gal NXT. Wrestlerzy są przedstawieni jako heele (negatywni, źli zawodnicy i najczęściej wrogowie publiki) i face’owie (pozytywni, dobrzy i najczęściej ulubieńcy publiki), którzy rywalizują pomiędzy sobą w seriach walk mających budować napięcie. Kulminacją rywalizacji jest walka wrestlerska lub ich seria.
Jednym z zaplanowanych walk na transmisję z 8 lipca była walka mistrz vs. mistrz zwycięzca bierze wszystko pomiędzy mistrzem NXT Adamem Cole’em i mistrzem NXT North American Keithem Lee. Dwudniowe wydarzenie szło łeb w łeb z Fyter Fest od All Elite Wrestling, który odbywał się w te same noce. Ze względu na pandemię COVID-19 obie noce wydarzenia 2020 odbyły się za zamkniętymi drzwiami w macierzystej bazie NXT Full Sail University w Winter Park w stanie Floryda.

## Wyniki walk
| Nr                                 | Wyniki                                                                 | Stypulacje                                                                      | Czas  |
| ---------------------------------- | ---------------------------------------------------------------------- | ------------------------------------------------------------------------------- | ----- |
| 1                                  | Tegan Nox pokonała Candice LeRae, Dakotę Kai i Mię Yim poprzez pinfall | Fatal 4-Way Elimination match o miano pretendentki do NXT Women’s Championship  | 20:37 |
| 2                                  | Timothy Thatcher pokonał Oneya Lorcana poprzez submission              | Singles match                                                                   | 11:32 |
| 3                                  | Rhea Ripley pokonała Aliyah i Roberta Stone’a poprzez submission       | Intergender Handicap match Jeśli Ripley przegra, dołączy do Robert Stone Brand. | 10:03 |
| 4                                  | Dexter Lumis pokonał Rodericka Stronga poprzez pinfall                 | Strap match                                                                     | 16:00 |
| 5                                  | Io Shirai pokonała Sashę Banks (z Bayley) poprzez pinfall              | Singles match                                                                   | 14:01 |
| (c) – mistrz/mistrzyni przed walką |                                                                        |                                                                                 |       |

| Nr                                                                                    | Wyniki | Stypulacje                                                                          | Czas  |
| ------------------------------------------------------------------------------------- | --- | ----------------------------------------------------------------------------------- | ----- |
| 1D                                                                                    | Tony Nese pokonał Leona Ruffa | Singles match                                                                       | —     |
| 2                                                                                     | Candice LeRae pokonała Mię Yim poprzez pinfall | Street Fight                                                                        | 15:51 |
| 3                                                                                     | Bronson Reed pokonał Tony’ego Nese poprzez pinfall | Singles match                                                                       | 5:18  |
| 4                                                                                     | Johnny Gargano pokonał Isaiaha Swerve’a Scotta poprzez pinfall                                                                                         | Singles match                                                                       | 14:18 |
| 5                                                                                     | Legado del Fantasma (Santos Escobar, Joaquin Wilde i Raul Mendoza) pokonali Drake’a Mavericka i Breezango (Tylera Breeze’a i Fandango) poprzez pinfall | Six-man Tag Team match                                                              | 10:38 |
| 6                                                                                     | Mercedes Martinez pokonała Santanę Garrett poprzez pinfall                                                                                             | Singles match                                                                       | 2:39  |
| 7                                                                                     | Keith Lee (North American Champion) pokonał Adama Cole’a (NXT Champion) poprzez pinfall                                                                | Winner Takes All Singles match o NXT Championship i NXT North American Championship | 19:55 |
| (c) – mistrz/mistrzyni przed walkąD – walka była dark matchem (nietransmitowana w TV) | |                                                                                     |       |